# David Meyer (personnalité politique)
Pour les articles homonymes, voir Meyer et David Meyer.
David Meyer, né le 14 décembre 1714 à Schaffhouse et mort dans la même ville le 9 octobre 1788, est une personnalité politique suisse.

## Biographie
Membre de la famille Meyer, David suit sa scolarité dans sa ville natale avant de partir pour l'université de Leyde dès 1737. Pharmacien de profession, il se consacre à une carrière politique à Schaffhouse en devenant successivement, en quelques années, membre du Conseil et vice-bourgmestre pour finalement être élu bourgmestre en 1768. 